# Нек-Сіті (Міссурі)
Нек-Сіті (англ. Neck City) — місто (англ. city) в США, в окрузі Джеспер штату Міссурі. Населення — 228 осіб (2020).

## Географія
Нек-Сіті розташований за координатами 37°15′18″ пн. ш. 94°26′42″ зх. д. / 37.25500° пн. ш. 94.44500° зх. д. (37.254904, -94.444881).  За даними Бюро перепису населення США в 2010 році місто мало площу 1,02 км², уся площа — суходіл.

## Демографія
Згідно з переписом 2010 року, у місті мешкало 186 осіб у 68 домогосподарствах у складі 49 родин. Густота населення становила 183 особи/км².  Було 81 помешкання (80/км²).
Расовий склад населення:
| - 93,5 % — білих - 2,2 % — корінних американців |

До двох чи більше рас належало 4,3 %. Частка іспаномовних становила 1,6 % від усіх жителів.
За віковим діапазоном населення розподілялося таким чином: 27,4 % — особи молодші 18 років, 57,0 % — особи у віці 18—64 років, 15,6 % — особи у віці 65 років та старші. Медіана віку мешканця становила 37,8 року. На 100 осіб жіночої статі у місті припадало 93,8 чоловіків;  на 100 жінок у віці від 18 років та старших — 92,9 чоловіків також старших 18 років.
Середній дохід на одне домашнє господарство  становив 52 323 долари США (медіана — 50 938), а середній дохід на одну сім'ю — 62 607 доларів (медіана — 65 625). За межею бідності перебувало 5,0 % осіб, у тому числі 6,7 % дітей у віці до 18 років та 20,0 % осіб у віці 65 років та старших.
Цивільне працевлаштоване населення становило 65 осіб. Основні галузі зайнятості: освіта, охорона здоров'я та соціальна допомога — 32,3 %, будівництво — 30,8 %, виробництво — 18,5 %, роздрібна торгівля — 13,8 %.